# كينتارو كاي
كينتارو كاي (باليابانية: 甲斐 健太郎) (1 نوفمبر 1994 في أوساكا في اليابان – )؛ هو لاعب كرة قدم ياباني سابق كان يلعب كمدافع.

## وصلات خارجية
- كينتارو كاي على موقع رابطة كرة القدم اليابانية للمحترفين (اليابانية)
- كينتارو كاي على موقع قاعدة بيانات كرة القدم.إي يو (الإنجليزية)
- كينتارو كاي على موقع Soccerway.com (الإنجليزية)
- كينتارو كاي على موقع عالم كرة القدم.نت (الإنجليزية)